# 勤行 (真言宗)
勤行（ごんぎょう）とは、真言宗で行われる儀式、及びその作法のこと。

## 勤行で唱えられる経典・真言
- 懺悔文
- 三帰
- 三竟
- 十善戒
- 発菩提心真言
- 三昧耶戒真言
- 開経偈
- 般若心経
- 五大願
- 光明真言
- 本尊宝号
- 宗祖宝号
- 中興祖宝号
- 先祖供養
- 回向文